# Persone di nome Mario/Scrittori
| Questa pagina contiene informazioni ricavate automaticamente dalle voci biografiche con l'ausilio del template Bio e di un bot. L'aggiornamento è periodico e automatico e ricostruisce completamente la pagina. Se manca una persona in questa lista, sei pregato di non aggiungerla, ma accertati piuttosto che la sua voce biografica contenga il template Bio e che i dati anagrafici siano correttamente compilati. Se il template Bio manca, inseriscilo tu stesso o, in alternativa, metti l'avviso {{tmp\|Bio}} che ne segnala la mancanza. Se i dati riportati sono sbagliati, correggi direttamente la voce biografica; le modifiche saranno visibili in questa lista entro pochi giorni. Per chiarimenti vedi il progetto biografie. La lista contiene solo le 51 persone che sono citate nell'enciclopedia e per le quali è stato implementato correttamente il template Bio. Pagina aggiornata al 18 mar 2024. |

Questa è una lista di persone presenti nell'enciclopedia che hanno il prenome Mario e sono scrittori.

## A(2)
- Mario Agliati, scrittore, giornalista e storico svizzero (Lugano, n. 1922 - Lugano, † 2011)
- Mario Amadeo, scrittore e diplomatico argentino (Buenos Aires, n. 1911 - † 1983)

## B(6)
- Mario Barbero, scrittore, giornalista e critico letterario italiano (Torino, n. 1936)
- Mario Bellatin, scrittore messicano (Città del Messico, n. 1960)
- Mario Benzing, scrittore e traduttore italiano (Como, n. 1896 - Milano, † 1958)
- Mario Biondi, scrittore, giornalista e traduttore italiano (Milano, n. 1939)
- Mario Bonfantini, scrittore, critico letterario e sceneggiatore italiano (Novara, n. 1904 - Torino, † 1978)
- Mario Broglio, scrittore, pittore e scultore italiano (Piacenza, n. 1891 - San Michele di Moriano, † 1948)

## C(5)
- Mario Carli, scrittore, giornalista e poeta italiano (San Severo, n. 1888 - Roma, † 1935)
- Mario Cavatore, scrittore italiano (Cuneo, n. 1946 - Cuneo, † 2018)
- Mario Luigi Cerati, scrittore e giornalista italiano (Genova, n. 1876 - Pieve Porto Morone, † 1913)
- Mario Colombi Guidotti, scrittore e critico letterario italiano (Parma, n. 1922 - Parma, † 1955)
- Mario Coloretti, scrittore italiano (Reggio Emilia, n. 1958 - Albinea, † 2018)

## D(4)
- Mario Deiana, scrittore e regista italiano (Ardauli, n. 1945 - Milis, † 2017)
- Mario Desiati, scrittore, poeta e giornalista italiano (Locorotondo, n. 1977)
- Mario Di Desidero, scrittore e sceneggiatore italiano (Lanciano, n. 1964)
- Mario Donnini, scrittore e giornalista italiano (Gualdo Tadino, n. 1965)

## F(3)
- Mario Farinella, scrittore, giornalista e poeta italiano (Caltanissetta, n. 1922 - Palermo, † 1993)
- Mario Farneti, scrittore e giornalista italiano (Gubbio, n. 1950)
- Mario Fortunato, scrittore e giornalista italiano (Cirò, n. 1958)

## G(5)
- Mario Giordano, scrittore e sceneggiatore tedesco (Monaco di Baviera, n. 1963)
- Mario Giorgi, scrittore, regista e blogger italiano (Bologna, n. 1956)
- Mario Gozzini, scrittore, politico e giornalista italiano (Firenze, n. 1920 - Firenze, † 1999)
- Mario Grasselli, scrittore e saggista italiano (Pisa, n. 1924 - Firenze, † 2019)
- Mario Guarino, scrittore e giornalista italiano (Castronuovo di Sant'Andrea, n. 1940)

## L(4)
- Mario La Cava, scrittore italiano (Bovalino, n. 1908 - Bovalino, † 1988)
- Mario Levi, scrittore turco (Istanbul, n. 1957 - Istanbul, † 2024)
- Mario Levrero, scrittore, fotografo e fumettista uruguaiano (Montevideo, n. 1940 - Montevideo, † 2004)
- Mario Lunetta, scrittore italiano (Roma, n. 1934 - Roma, † 2017)

## M(7)
- Mario Mariani, scrittore, poeta e giornalista italiano (Roma, n. 1883 - San Paolo del Brasile, † 1951)
- Mario Maria Martini, scrittore italiano (n. 1880 - † 1953)
- Mario Monti, scrittore, curatore editoriale e giornalista italiano (Milano, n. 1925 - Milano, † 1999)
- Mario Morais, scrittore, commediografo e regista cinematografico italiano (Livorno, n. 1859 - Torino, † 1922)
- Mario Morasso, scrittore, poeta e saggista italiano (Genova, n. 1871 - Varazze, † 1938)
- Mario Morisi, scrittore e giornalista francese (Neuilly-sur-Seine, n. 1951)
- Mario Motta, scrittore italiano (Torino, n. 1923 - Roma, † 2013)

## P(6)
- Mario Picchi, scrittore, traduttore e critico letterario italiano (Livorno, n. 1927 - Roma, † 1996)
- Mario Pincherle, scrittore italiano (Bologna, n. 1919 - Bientina, † 2012)
- Mario Pomilio, scrittore, saggista e giornalista italiano (Orsogna, n. 1921 - Napoli, † 1990)
- Mario Pratesi, scrittore italiano (Santa Fiora, n. 1842 - Firenze, † 1921)
- Mario Puccini, scrittore italiano (Senigallia, n. 1887 - Roma, † 1957)
- Mario Puzo, scrittore e sceneggiatore statunitense (New York, n. 1920 - Long Island, † 1999)

## R(2)
- Mario Riondino, scrittore italiano (La Spezia, n. 1922 - Merate, † 2005)
- Mario Rodríguez Cobos, scrittore argentino (Mendoza, n. 1938 - Mendoza, † 2010)

## S(5)
- Mario Scaglia, scrittore e poeta italiano (Savona, n. 1931 - Savona, † 2006)
- Mario Schettini, scrittore e giornalista italiano (Napoli, n. 1918 - Milano, † 1969)
- Mario Soldati, scrittore, giornalista e saggista italiano (Torino, n. 1906 - Tellaro, † 1999)
- Mario Specchio, scrittore, poeta e traduttore italiano (Siena, n. 1946 - Montepulciano, † 2012)
- Mario Spinella, scrittore e giornalista italiano (Varese, n. 1918 - Milano, † 1994)

## U(1)
- Mario Uderzo, scrittore, teologo e regista italiano (Verona, n. 1933)

## V(1)
- Mario Viana, scrittore italiano (Candelo, n. 1883 - Roma, † 1976)